# 渾南区
渾南区（こんなん-く）は中華人民共和国遼寧省瀋陽市に位置する市轄区。瀋陽市街区の東南部に位置し、半環状に市の中心部を囲んでいる。区名は渾河以南に由来する。旧名は東陵区（とうりょうく）。

## 行政区画
13街道弁事処を管轄する。
- 街道弁事所：英達街道、東湖街道、五三街道、渾河站東街道、高坎街道、満堂街道、深井子街道、祝家街道、白塔街道、桃仙街道、李相街道、汪家街道、王浜街道

## 交通

### 航空
- 瀋陽桃仙国際空港

### 鉄道
- 中国国家鉄路集団
  - 瀋陽南駅 - 哈大旅客専用線、瀋丹旅客専用線の接続駅
  - 瀋吉線
  - 瀋撫都市間鉄道
- 瀋陽地下鉄
  - 2号線
  - 4号線
  - 9号線
  - 10号線
- 瀋陽有軌電車

### 道路
- 高速道路
  -  丹阜高速道路
  -  瀋吉高速道路
  -  瀋陽環状高速道路
- 国道
  -  G202国道
  -  G304国道

## 観光
- 福陵（東陵）